# November 27.
November 27. az év 331. (szökőévben 332.) napja a Gergely-naptár szerint. Az évből még 34 nap van hátra.
Névnapok: Virgil + Amina, Hilka, Jakab, Jákó, Jákob, Jakus, Leonarda, Virgília

## Események
- 395 – Katonalázadás tör ki Konstantinápolyban.
- 399 – I. Anasztáz pápa a pápai trónra lép.
- 1308 – Károly Róbertet a pesti országos gyűlés királlyá választja.
- 1619 – Bethlen Gábor erdélyi fejedelem csapatai elfoglalják Bécs elővárosát.
- 1705 – Rákóczi Ferenc fejedelem elfogatja Forgách Simon altábornagyot
- 1842 – Széchenyi István gróf akadémiai beszédében arra  figyelmeztet, hogy a magyar nyelv erőszakos terjesztése a kisebbségek között komoly veszélyekkel járhat.
- 1892 – Elkezdi működését a kolozsvári első telefonközpont 62 előfizetővel[1]
- 1894 – XIII. Leó pápa bevezette a Szeplőtelen Szűz Mária Csodásérmének ünnepnapját
- 1895 – Alfred Nobel végrendeletébe foglalja a Nobel-díj alapítását.
- 1931 – Bemutatják a Székely István rendezte Hyppolit, a lakájt, az egyik legsikeresebb magyar filmvígjátékot.
- 1945 – Az ENSZ tagja lesz Norvégia.
- 1956 – A magyar kormány bejelenti, hogy a tsz-ekből bárki szabadon kiléphet.
- 1965 – 35 ezren tüntetnek Washingtonban a vietnámi háború ellen.
- 1962 – Nyers Rezsőt az MSZMP KB gazdaságpolitikai titkárává, Biszku Bélát a KB adminisztratív ügyekért felelős titkárává választják, és ezért kiválnak a kormányból.Az annapolisi csúcs tagjai.

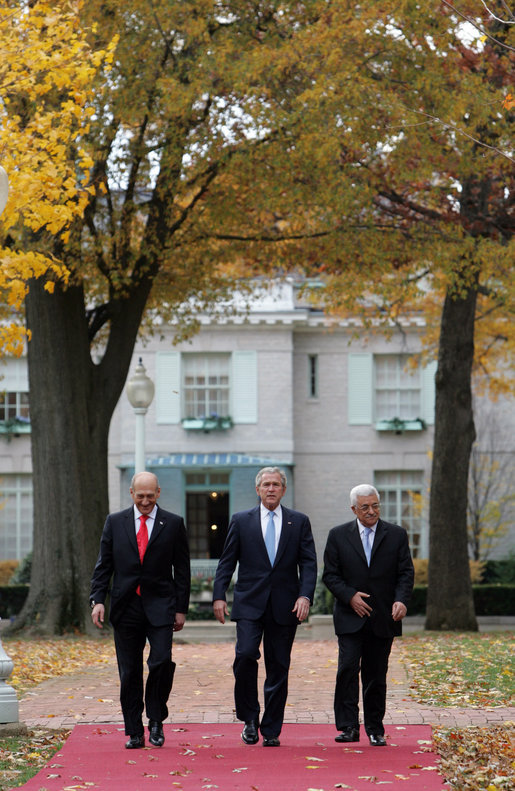
Az annapolisi csúcs tagjai.

- 1970 – VI. Pál pápát Manila repülőterén megtámadja egy papnak öltözött bolíviai festő.
- 1971 – Megérkezik a Marshoz a Marsz–2 űrszonda.
- 1972 – Leonyid Iljics Brezsnyev villámlátogatásra érkezik Magyarországra, a tököli szovjet katonai reptéren váratlanul száll le. Elindulása után csak az esti órákban értesítették Kádár Jánost erről a szovjetek, és arra kérték, hogy menjen ki Tökölre. A tárgyalásokon Brezsnyev listát nyújtott át Kádár Jánosnak, amelyen a magyar reform olyan vezető egyéniségeinek nevei szerepeltek, akiknek távozását a szovjet vezetés kéri az MSZMP-től. Kádár állítólag így szólt: „egy név hiányzik a listáról, az enyém”.
- 1987 – A magyar kormány dönt a világútlevél bevezetéséről (életbe lép: 1988. január 1-jén)
- 1989 – Lemond Bereczky Gyula, a Magyar Televízió elnöke. Indoklása szerint „az intézményt felügyelő szervezetek kíméletlen pártharcok színterévé változtatták a szerkesztőségeket, lehetetlenné téve a munkát.”
- 1997 – A Fővárosi Bíróságon megkezdődik Tocsik Márta és társainak büntetőpere.
- 2007 – Annapolisban, az Amerikai Egyesült Államok védnökségével kerül megrendezésre – Mahmúd Abbász, a palesztin hatóság elnöke és Ehúd Olmert izraeli miniszterelnök találkozásával – a közel-keleti békekonferencia.
- 2007 – Mihail Gorbacsov egykori szovjet vezető elnökletével tartja ülését Budapesten a Világpolitikai Fórum.
- 2007 – Megegyezés nélkül érnek véget az ausztriai Badenben zajló koszovói–szerb tárgyalások.
- 2009 – Robbantás történt a Szentpétervár–Moszkva között közlekedő Nyevszkij expresszen. A terrortámadásnak 39 halottja és 95 sebesültje volt.

## Születések
- 1701 – Anders Celsius svéd fizikus, csillagász († 1744)
- 1814 – Gábor Áron székely kisbirtokos, asztalosmester, magyar nemzeti hős, az 1848–49-es forradalom és szabadságharc ágyúöntője és tüzértisztje († 1849)
- 1818 – Aron Pumnul román nyelvész († 1866)
- 1853 – Báthory Romancsik Mihály magyar színházi titkár († 1888)
- 1857 – Sir Charles Scott Sherrington Nobel-díjas angol fiziológus és neurológus († 1952)
- 1870 – Juho Kusti Paasikivi finn politikus, köztársasági elnök († 1956)
- 1874 – Háim Weizmann biokémikus, Izrael állam első elnöke († 1952)
- 1874 – Joó Béla szentesi festőművész († 1909)
- 1889 – Finkey József bányamérnök, egyetemi tanár, az MTA tagja († 1941)
- 1892 – Pedro Salinas spanyol költő, író, esztéta († 1951)
- 1903 – Lars Onsager Nobel-díjas norvég származású amerikai kémikus egyetemi tanár († 1976)
- 1904 – Rősler Endre Kossuth-díjas magyar operaénekes (tenor) († 1963)
- 1905 – Balázs János cigány származású magyar költő és festőművész († 1977)
- 1909 – Szabó Miklós magyar operaénekes, zenei műfordító († 1999)
- 1910 – Kelly Johnson amerikai mérnök, a Lockheed repülőgép-tervezője († 1990)
- 1910 – Rubik Ernő gépészmérnök, repülőgép-tervező († 1997)
- 1911 – Tassi Béla magyar színész († 1986)
- 1915 – Babóthy Ferenc gazdálkodó, politikus, országgyűlési képviselő († 2004)
- 1913 – Benda Kálmán magyar történész, akadémikus († 1994)
- 1921 – Pilinszky János Kossuth-díjas magyar költő († 1981)
- 1921 – Alexander Dubček szlovák politikus, Csehszlovákia vezetője († 1992)
- 1924 – Matúz Józsefné a magyarországi TV-Híradó alapító főszerkesztője († 2007)
- 1925 – Marshall Thompson amerikai színész († 1992)
- 1927 – Vendégh Ferenc közgazdász, agrármérnök, mezőgazdasági és élelmezésügyi miniszterhelyettes (1980-1982)
- 1928 – Kamondy László József Attila-díjas magyar író, drámaíró († 1972)
- 1930 – Krassó Miklós magyar filozófus († 1986)
- 1934 – Lukács Lóránt Balázs Béla-díjas magyar operatőr, filmrendező († 2025)
- 1939 – Laurent-Désiré Kabila, a Kongói Demokratikus Köztársaság elnöke († 2001)
- 1939 – Kozma István olimpiai bajnok magyar birkózó († 1970)
- 1939 – Detrekői Ákos egyetemi tanár, a BME rektora, a Magyar Rektori Konferencia elnöke, az MTA tagja († 2012)
- 1939 – Beke Margit magyar egyháztörténész, történelem-orosz szakos középiskolai tanár, az MTA doktora (2008) a történelemtudomány kandidátusa (1995)
- 1940 – Bruce Lee amerikai születésű kínai harcművész, színész († 1973)
- 1942 – Jimi Hendrix amerikai rockzenész, legendás gitáros, énekes († 1970)
- 1945 – Takács Gyula magyar színész
- 1954 – Bácskai János magyar színművész
- 1956 – William Fichtner amerikai színész
- 1957 – Kennheson (Kenneth Henry Acheson) brit autóversenyző
- 1960 – Julija Volodimirivna Timosenko ukrán politikus, miniszterelnök
- 1961 – Laura del Sol spanyol flamenco-táncosnő, színésznő
- 1961 – Samantha Bond angol színésznő (James Bond-filmek, Erik, a viking)
- 1973 – Urházy Gábor László magyar színész
- 1975 – Kalmár Péter magyar hegedűművész, nemzetközi együttműködési szakértő
- 1978 – Radek Štěpánek cseh teniszező
- 1978 – Olasz Attila magyar kick-boxos
- 1981 – Matthew Taylor angol labdarúgó
- 1986 – Sopronyi Anett magyar kézilabdázó
- 1988 – Boris Martinec horvát műkorcsolyázó
- 1988 – Josip Gluhak horvát műkorcsolyázó
- 1990 – Shane Haboucha amerikai színész
- 1990 – Ancsin Gábor magyar kézilabdázó
- 1992 – Jámbor Nándor magyar színész

## Halálozások
- i. e. 8 – Quintus Horatius Flaccus római költő (* i. e. 65)
- 395 – Rufinus bizánci miniszter (meggyilkolták) (* 330 körül)
- 511 – I. Klodvig frank király a száli frank Meroving dinasztia egyik királya (* 466 körül)
- 602 – Maurikiosz, bizánci császár 582-től haláláig. II. Tiberiosz testőrparancsnoka, veje és utódja (* 539)
- 1252 – Kasztíliai Blanka Franciaország királynéja és több alkalommal régense (* 1188)
- 1307 – Monoszló Péter erdélyi püspök (* ?)
- 1570 – Jacopo Sansovino olasz szobrász, műépítész, a reneszánsz stílus képviselője (* 1486)
- 1836 – Ürményi Miksa magyar királyi tanácsos, kamarás (* 1775)
- 1852 – Ada Lovelace grófné, Byron angol költő leánya, az első női programozó, Charles Babbage szerzőtársa (* 1815)
- 1880 – Gottfried Capesius magyar evangélikus gimnáziumi igazgató (* 1815)
- 1895 – Ludwig Reissenberger erdélyi szász történész (* 1819)
- 1895 – ifj. Alexandre Dumas francia regényíró, Id. Alexandre Dumas fia (* 1824)
- 1909 – Joó Béla szentesi festőművész (* 1874)
- 1940 – Nicolae Iorga román író, politikus (* 1871)
- 1951 – Binder Ottó magyar katona, olimpikon és huszártábornok, akit osztályidegennek nyilvánítottak (* 1889)
- 1953 – Eugene O’Neill Irodalmi Nobel-díjas amerikai drámaíró (* 1888)
- 1955 – Arthur Honegger svájci származású francia zeneszerző, a „Hatok” egyike (* 1892)
- 1958 – Beniczky Elemér magyar földbirtokos, szolgabíró, országgyűlési képviselő (* 1872)
- 1974 – Zelcsényi Géza magyar földmérő mérnök, feltaláló, informatikus (* 1901)
- 1975 – Korach Mór Kossuth-díjas vegyészmérnök, az MTA tagja, a műszaki kémia úttörő alakja (* 1888)
- 1980 – Hepp Ferenc sportvezető, pszichológus, testnevelőtanár (* 1909)
- 1980 – Kicsi Antal magyar irodalomkritikus, műfordító (* 1936)
- 1981 – Lotte Lenya (er. Karoline Wilhelmine Blamauer) német énekesnő, színésznő (* 1898)
- 1982 – ifj. Xántus János magyar tudományos szakíró, földrajztanár, id. Xántus János fia (* 1917)
- 1991 – Hadics László kétszeres Jászai Mari-díjas magyar színész, érdemes és kiváló művész (* 1927)
- 1994 – Fernando Lopes-Graça portugál zeneszerző, karmester (* 1906)
- 1995 – Giancarlo Baghetti olasz autóversenyző (* 1934)
- 2000 – Malcolm Bradbury angol író, irodalomtörténész (* 1932)
- 2005 – Strém Kálmán zeneszociológus, hangversenyrendező (* 1934)
- 2006 – Határ Győző Kossuth-díjas magyar író (* 1914)
- 2009 – Melis György Kossuth-díjas magyar operaénekes bariton (* 1923)
- 2011 – Ken Russell brit rendező, forgatókönyvíró, színész és producer (* 1927)
- 2013 – Solymár József magyar író, újságíró, forgatókönyvíró (* 1929)
- 2014 – Bárándy György magyar ügyvéd (* 1919)
- 2016 – Hopp-Halász Károly Munkácsy Mihály-díjas magyar képzőművész (* 1946)
- 2022 – Csapó Gábor olimpiai bajnok, 272-szeres magyar válogatott vízilabdázó (* 1950)
- 2023 – Miklósi-Sikes Csaba erdélyi magyar népművelő, újságíró, helytörténész, muzeológus (* 1947)

## Nemzeti ünnepek, emléknapok, világnapok
→Sablonvita:Ünnepek/11-27:
- Szent Virgil  ír származású salzburgi püspök emléknapja a katolikus egyházban[2]
- a véradók napja Magyarországon (annak emlékére, hogy 1957-ben e napon adtak át először kitüntetéseket a sokszoros véradóknak)[3]